# Extension claire
Extension claire (titre original : Fair Extension) est un roman court de Stephen King paru en 2010 dans le recueil Nuit noire, étoiles mortes.

## Résumé
Dave Streeter est atteint d'un cancer du poumon et n'a plus que quelques mois à vivre. Alors qu'il erre dans les rues de Derry, il rencontre George Dabiel, un vendeur à la sauvette qui prétend vendre des extensions de toutes sortes, y compris des extensions de vie. Dabiel propose à Streeter 15 ans de vie en plus en échange de 15 % de ses gains annuels. Streeter doit aussi désigner une personne, qu'il connaît personnellement et qu'il déteste, qui servira de « contrepoids » à sa bonne fortune. Streeter désigne Tom Goodhugh, son meilleur ami depuis l'enfance. En effet, Streeter déteste secrètement Goodhugh car tout réussit à celui-ci alors qu'il doit à Streeter son succès professionnel et qu'il lui a « volé » sa petite amie au lycée, devenue depuis sa femme.
Le cancer de Streeter entre en rémission et disparaît miraculeusement en quelques mois. Dans les années qui suivent, Streeter accumule les promotions alors que sa vie maritale est au beau fixe. Sa bonne fortune se transmet aussi à ses deux enfants qui réussissent dans toutes leurs entreprises. Parallèlement, la vie de Goodhugh devient un enfer. Sa femme meurt en quelques mois d'un cancer du sein ; son fils aîné, devenu handicapé après une attaque cardiaque, meurt à son tour quelques années plus tard ; sa fille perd son mari et donne naissance à un enfant mort-né ; et son fils cadet va en prison pour le meurtre de sa femme. L’entreprise de Goodhugh est quant à elle fermée par l'Environmental Protection Agency.
Durant toutes ces années, Streeter demeure en public le seul soutien de Goodhugh, qui est persuadé d'avoir offensé Dieu, mais se réjouit secrètement des malheurs de son ami. L'histoire se termine avec Streeter et sa femme se félicitant de leur chance incroyable, Streeter faisant le vœu d'en avoir encore plus.

## Accueil critique
Bill Sheehan, du Washington Post, estime que le récit est une « nouvelle interprétation d'une très vieille histoire, le pacte faustien, ainsi qu'un portrait satirique mordant de l'avidité, l'insensibilité et l'ambition aveugle ». Neil Gaiman écrit dans The Guardian que la nouvelle « commence comme un pastiche léger » avant d'acquérir sa force en « trahissant les clichés des histoires de pacte avec le diable » et en « devenant un acte de sadisme prolongé dans lequel le lecteur est un complice de plus en plus horrifié ». Pour Ian Berriman, de SFX, c'est l'histoire « la plus sombre du recueil » car elle met en avant « le plaisir que certaines personnes peuvent retirer du malheur des autres ». Écrivant pour Bifrost, Thomas Day estime que c'est « un petit bijou d'humour noir et vachard ».
Terrence Rafferty, du New York Times, évoque une histoire « trop légère et désinvolte pour supporter le poids moral auquel elle aspire ». Tim Martin, du Daily Telegraph, estime que l'histoire « n'offre pas grand-chose » en dehors d'une « ironie plus sombre » que la plupart des autres récits de King.